# ماریا گونزالس

ماریا د لوس آنخلس آلوارینیو گونزالس (به اسپانیایی: María de los Ángeles Alvariño González) (۳ اکتبر ۱۹۱۶–۲۹ مه ۲۰۰۵)، معروف به آنجلیس آلوارینیو، زیست‌شناس تحقیقاتی و اقیانوس‌نگار پرورش‌دهنده ماهی اسپانیایی بود که در سطح جهانی به عنوان یک مقام در زیست‌شناسی پلانکتون شناخته شد. او اولین زنی بود که در کشتی‌های اکتشافی بریتانیایی یا اسپانیایی به عنوان دانشمند منصوب شد. او ۲۲ گونه جدید از حیوانات دریایی را کشف کرد و بیش از صد کتاب، فصلنامه و مقاله علمی منتشر کرد. در اواخر دوران حرفه‌ای خود، او تاریخ اکتشافات اولیه دریایی را مطالعه کرد.

## زندگی‌نامه
ماریا د لوس آنخلس آلوارینیو گونزالس در ۳ اکتبر ۱۹۱۶ در سرانتس (Ferrol، گالیسیا) متولد شد. او دختر دکتر آنتونیو آلواریانو گریمالدوس و ماریا دل کارمن گونزالس دیاز ساوادرا بود. او از کودکی به علوم طبیعی علاقه نشان داد و کتاب جانورشناسی پدرش را خواند. او در لیسه Concepcion Arenal در فرول شرکت کرد و در سال ۱۹۳۱ در دانشگاه سانتیاگو د کامپوستلا در آنجا تحصیل کرد و در آنجا در سال ۱۹۳۳ فارغ‌التحصیل شد. عنوان پایان‌نامه‌های وی «حشرات اجتماعی» و «زنان در دن کیشوت» بود.
بعدها وقتی در مورد علایق مختلفش از ماریا سؤال شد، توضیح داد که «خلاقیت و تخیل عناصر اساسی برای دانشمندان هستند، همان‌طور که در هنرها، زیرا علم یک هنر است».
در سال ۱۹۳۴ او در دانشگاه کُمپولوتِنسه مادرید برای تحصیل علوم طبیعی پذیرفته شد، اما به دلیل جنگ داخلی اسپانیا مجبور به قطع تحصیل شد. در این دوره او خود را وقف مطالعه انگلیسی و فرانسوی کرد که بعداً برای توسعه حرفه تحقیقاتی وی در ایالات متحده بسیار مفید بود.
در سال ۱۹۴۰ او با یوجینیو لیرا مانسو، کاپیتان نیروی دریایی جنگ اسپانیا و شوالیه پادشاهی و فرماندهی نظامی سنت هرمنگیلد ازدواج کرد. دو سال بعد دختر آنها متولد شد، ماریا د لوس آنجلیس آلواریانو، که اکنون معمار و شهرساز مشهور مستقر در ایالات متحده است.
پس از جنگ داخلی، آنجلیس آلواریانو تحصیلات خود را از سر گرفت و در سال ۱۹۴۱ مدرک کارشناسی ارشد خود را در رشته علوم طبیعی از دانشگاه مادرید اخذ کرد. آنجلیس آلواریانو با همسرش به فرول بازگشت و در آنجا از ۱۹۴۱ تا ۱۹۴۸ به عنوان استاد در مدارس مختلف زیست‌شناسی، جانورشناسی، گیاه‌شناسی و زمین‌شناسی تدریس کرد. در سال ۱۹۴۸ او به همراه خانواده اش به مادرید رفت و به عنوان زیست‌شناس تحقیقاتی شیلات در گروه شیلات دریایی مشغول به کار شد. آلواریانو به دلیل یک قانون قدیمی اسپانیایی که زنان را از حضور در کشتی‌های نیروی دریایی اسپانیا منع می‌کرد، نتوانست مطالعات بیشتری را در مؤسسه اقیانوس‌نگاری اسپانیا در مادرید ادامه دهد. با این حال، به دلیل داشتن مدارک تحصیلی برجسته، به او اجازه داده شد که دوره‌هایی را بگذراند و تحقیق کند. در سال ۱۹۵۱ او مدرک فوق لیسانس را در رشته روانشناسی تجربی، شیمی تجزیه و اکولوژی گیاه از دانشگاه کُمپولوتِنسه مادرید دریافت کرد.

## کار
در سال ۱۹۵۶، ماریا د لوس آنجلیس بورسیه کمیسیون فولبرایت را برای انجام کارهای علمی در مؤسسه اقیانوس‌نگاری وودز هول در کیپ کاد در ماساچوست دریافت کرد، جایی که با دکتر مری سیرز، رئیس کنگره اقیانوس‌نگاری ایالات متحده و همچنین یک محقق زئوپلانکتون حرفه وی هنگامی بالا رفت که دکتر مری سیرز، تحت تأثیر کیفیت تحقیقات خود، آنجلیس آلواریانو را به دکتر راجر ریول، مدیر مؤسسه اقیانوس‌نگاری اسکریپس، بخشی از دانشگاه کالیفرنیا سن دیگو توصیه کرد، که به او پیشنهاد موقعیت شغلی داد. به عنوان یک زیست‌شناس او در سال‌های ۱۹۵۸–۶۹ در دانشگاه کالیفرنیا در سن دیگو کار کرد و در آنجا به مطالعه جانوران پلانکتون در سواحل کالیفرنیا و اقیانوس اطلس، آرام و هند پرداخت. در این دوره او ۱۲ گونه جدید کایتوگناتا (به انگلیسی: Chaetognatha)، نُه سیفونوفور و یک مدوزا را کشف کرد. او همچنین مدل توزیع گونه‌های مختلف کایتوگناتا و سیفونوفورا (به یونانی: Siphonophora) در جهان را تولید کرد. این تحقیق اساس پایان‌نامه دکتری وی است. او در سال ۱۹۶۷ از دانشگاه مادرید دکترای خود را دریافت کرد. او کمک‌های مختلفی از موسساتی مانند دفتر نیروی دریایی ایالات متحده، تحقیقات شیلات اقیانوسیه تعاونی کالیفرنیا و بنیاد ملی علوم ایالات متحده دریافت کرد.
در ژانویه ۱۹۷۰، وی به عنوان زیست‌شناس تحقیقات شیلات در مرکز معتبر علوم شیلات جنوب غربی (که بخشی از اداره ملی اقیانوسی و جوی است) منصوب شد. در اینجا او تحقیقات خود را در کایتوگناتا، سیفونوفورا ادامه داد و رابطه بین رفتار درنده این ارگانیسم‌ها و بقای لارو ماهی را مورد مطالعه قرار داد. او همچنین توزیع گونه‌های کایتوگناتا و سیفونوفورا در اقیانوس آرام و قطب جنوب و حرکت پلانکتون، به ویژه تأثیر معرفی پلانکتون از طریق آلودگی یا حرکت کشتی‌ها را مورد مطالعه قرار داد.
در اواخر دهه ۱۹۷۰، آلواریانو برای هماهنگی تحقیقات اقیانوسی بین کشورهای آمریکای لاتین کار کرد و قطب جنوب را مطالعه کرد. در این دوره او کمک‌های مختلفی را از سازمان غذا و کشاورزی ملل متحد (فائو) و از سازمان آموزشی، علمی و فرهنگی ملل متحد (یونسکو) دریافت کرد.

## دستاورد علمی و شهرت عمومی
دو گونه پلانکتونی به نام او نامگذاری شده‌است، chaetognath Aidanosagitta alvarinoae (Pathansali، ۱۹۷۴) و hydromedusa Lizzia alvarinoae (Segura، ۱۹۸۰).
او عضو مؤسسه آمریکایی زیست شناسان تحقیقات شیلات و انجمن تاریخ طبیعی سان دیه گو بود و همچنین عضو انجمن بیولوژیکی واشینگتن و انجمن پژوهشگران علوم دریایی اسپانیایی-آمریکایی بود.
آنجلیس آلوارینائو در سال ۱۹۹۳ به رسمیت شناختن حرفه علمی برجسته خود، مدال نقره بزرگ گالیسیا را از پادشاه خوان کارلوس اول و ملکه سوفیا اسپانیا دریافت کرد. دانشگاه A Coruña در سال ۲۰۰۵ هفته علوم را به او اختصاص داد و شهر فرول ادای احترام پس از مرگ را در پردیس استرو انجام داد، جایی که لوح یادبود یکی از برجسته‌ترین دانشمندان زن جهان را گرامی می‌دارد.
دولت گالیسیا به فلوشیپ‌های فوق دکتری آنسِلیس آلواریانو (به اسپانیایی: Ánxeles Alvariño)، که به نام او نامگذاری شده‌است، اعطا می‌کند.
یک کشتی تحقیقاتی مؤسسه اقیانوس‌نگاری اسپانیا "gengeles Alvariño" نام دارد. این کشتی در سال ۲۰۱۲ توسط دختر آنجلیس، ماریا د لوس آنجلیس، لیرا آلواریانو راه اندازی شد.
گوگل در ۳ اکتبر ۲۰۲۱ برای جشن ۱۰۵ مین سالگرد دکتر آنجلیس آلواریانو برای بسیاری از کشورها یک دودل برای صفحه اصلی خود ایجاد کرد.

## گونه‌های همنام
- Aidanosagitta alvarinoae (کرم پیکانی)
- Lizzia alvarinoae (عروس دریایی)